# Fritz Zietsch
Fritz Zietsch (* 23. April 1877 in Berlin; † 6. Juli 1913 ebenda) war Porzellanmaler, Redakteur und Mitglied des Deutschen Reichstags.

## Leben
Zietsch besuchte die Volksschule in Berlin und später das Kunstgewerbemuseum in Berlin. Er erlernte die Porzellanmalerei, war darin beschäftigt bis 1900 in Deutschland, Frankreich, Österreich und in der Schweiz. Ab 1900 war er Redakteur (von 1900 bis 1903 an der sozialdemokratischen Tagespresse, ab 1903 Redakteur des Organs des Porzellanarbeiterverbandes). 1902 wurde er in Saalfeld für den Kreis Saalfeld in den Landtag für Sachsen-Meiningen gewählt. Ab 1907 war er Mitglied der Stadtverordnetenversammlung in Charlottenburg.
Von 1909 bis 1912 war er Mitglied des Deutschen Reichstags für den Reichstagswahlkreis Herzogtum Sachsen-Coburg-Gotha 1 (Coburg) und die SPD.